# Revolta del Llibre de l'Oració Comuna
La revolta del Prayer Book (o revolta del Llibre de l'Oració Comuna) és una revolta popular que va tenir lloc a Cornualla al Regne Unit l'any 1549 per motius religiosos. La revolta cal emmarcar-la en la sèrie de guerres de religió a l'Europa de l'època moderna. El Llibre de l'oració comuna (LOC) és el llibre fundacional d'oració de l'Església d'Anglaterra (i de la Comunió Anglicana). És un dels instruments de la Reforma Anglicana. El rei Eduard VI la va introduir com a eina per tal de canviar l'església anglesa cap a una forma més protestant, fet que va comportar que s'abandonés els llibres litúrgics en llatí. El canvi va ser impopular, sobretot a les zones particularment catòliques. La revolta va ser simplement fruit d'un cúmul de situacions creades pel rei: destrucció de monestirs, tancament del Col·legi de Glasney... La introducció del Llibre de l'oració comuna va ser simplement el got que va vessar el vas.